# Stortjärnen (Malå socken, Lappland, 722311-163819)
Stortjärnen är en sjö i Malå kommun i Lappland och ingår i Umeälvens huvudavrinningsområde. Sjön har en area på 0,0517 kvadratkilometer och ligger 430,2 meter över havet.

## Delavrinningsområde
Stortjärnen ingår i det delavrinningsområde (721400-163992) som SMHI kallar för Förgrening. Medelhöjden är 368 meter över havet och ytan är 46,41 kvadratkilometer. Det finns inga avrinningsområden uppströms utan avrinningsområdet är högsta punkten. Rökån som avvattnar avrinningsområdet har biflödesordning 4, vilket innebär att vattnet flödar genom totalt 4 vattendrag innan det når havet efter 219 kilometer. Avrinningsområdet består mestadels av skog (59 procent) och sankmarker (37 procent). Avrinningsområdet har 0,21 kvadratkilometer vattenytor vilket ger det en sjöprocent på 0,5 procent.